# Лекуона, Эрнесто

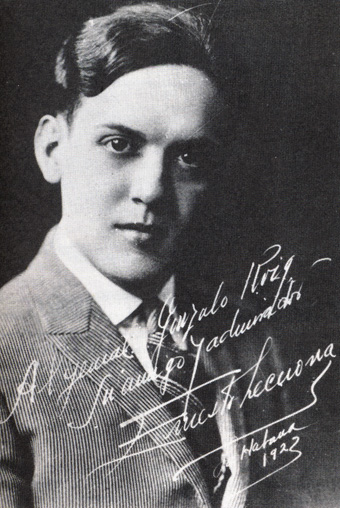
Портрет Лекуоны (около 1920 г.) с посвящение Гонсало Роигу

Эрнесто Лекуона-и-Касадо (исп. Ernesto Lecuona y Casado; 6 августа 1895 года, Гуанабакоа, ныне часть г. Гавана, Куба — 29 ноября 1963, Санта-Крус-де-Тенерифе, Канарские острова, Испания) — кубинский композитор и пианист-виртуоз, автор более 600 произведений.

## Биография
Эрнесто Лекуона-и-Касадо родился 6 августа 1895 года в Гуанабакоа (Куба). Отец — выходец с Канарских островов, мать — кубинка.
Начал изучать фортепиано в раннем детском возрасте. Его наставницей была сестра Эрнестина Лекуона, также известный композитор, хотя и в меньшей степени, чем её брат. Позднее учился в консерватории Пейрельяде в Гаване под руководством Антонио Сааведры и Хоакина Нина. Окончил Национальную консерваторию Гаваны с золотой медалью за исполнительское искусство в возрасте 16 лет.
С 1916 году начал выступать за пределами Кубы — в Эолиан-Холле (Нью-Йорк).
В 1924 году впервые отправился в концертный тур в Испанию со скрипачкой Марией де ла Торре. В 1928 году с успехом выступил в Париже — его успех совпал с возрастанием интереса к кубинской музыке.
Помимо академических произведений, был плодотворным сочинителем песен и музыки для кино и театра. В его сочинениях использованы мотивы сарсуэлы, афро-кубинские и «белые» кубинские ритмы. Также сочинил ряд симфонических произведений.
В 1960 году, разочарованный диктатурой Кастро, переехал в Тампу и жил там вместе с родственницей Эсперансой Чедьяк. Последние годы провёл в США. Умер на Канарах, в Санта-Крус-де-Тенерифе в возрасте 68 лет и похоронен на Кладбище Врата Небес в г. Хоторн, штат Нью-Йорк. Завещал перезахоронить свои останки на Кубе после падения коммунистического режима.
Наряду с другими известными кубинскими музыкантами, Эрнесто Лекуона-и-Касадо появился как один из персонажей в романе Даины Чавьяно «Остров бесконечной любви» (2006).